# Basilan Natural Biotic Area
Die Basilan Natural Biotic Area liegt auf der Insel Basilan in den Philippinen. Sie wurde durch den Präsidentenerlass Nr. 321 am 31. Mai 2000 eingerichtet. Das Naturschutzgebiet liegt in den Verwaltungsgebieten der Stadtgemeinden Lamitan City, Sumisip, Tipo-Tipo und Isabela City, in gebirgigem Gelände, das über 1.000 Meter über dem Meeresspiegel aufsteigt. 
Das Gebiet umfasst eine Fläche von 4.497 Hektar und eine umlaufende Pufferzone von 2.019 Hektar Größe. Es enthält ca. 234 Hektar Regenwald am Mount Mohadji und ca. 2.500 Hektar Sekundärregenwald. Erwähnenswerte Arten der Avifauna sind der auf der Insel endemische Zamboanga-Bülbül (Ixos rufigularis), das Philippinienpapageichen (Loriculus philippensis ssp. dohertyi), die Kobaltirene (Irena cyanogaster ssp. melanochlamys), die Philippinenwolltimalie (Ptilocichla mindanensis ssp. basilanica), die Streifenkopftimalie (Macronous striaticeps), der Philippinenschneidervogel (Orthotomus castaneiceps ssp. mearnsi), der Rotschwanz-Dschungelschnäpper (Rhinomyias ruficauda), der Philippinendickkopf (Pachycephala philippensis ssp. basilanica) und der Weißkehl-Spinnenjäger (Arachnothera longirostra ssp. randi). 